# Neha Bhasin
Neha Bhasin (née le 18 novembre 1982 à Delhi) est une chanteuse indienne. Elle est connue comme chanteuse de playback dans les cinémas hindi, telugu et tamoul et pour ses chansons indépendantes dans le genre de la musique pop indienne et folklorique punjabi.

## Biographie
Bhasin remporte son premier prix dans un concours de chant à 9 ans en interprétant Hero de Mariah Carey. Depuis qu'elle est enfant, elle aspirait à devenir une popstar. Elle rejoint l'académie de danse de Shiamak Davar pour apprendre diverses formes de danse. Elle suit aussi une formation vocale classique auprès d'Ustad Ghulam Mustafa Khan.

## Carrière
Neha est élève du Lady Shri Ram College, lorsqu'elle devient une sensation du jour au lendemain à 18 ans, car elle est sélectionnée dans Coke V popstars, une recherche de talents à l'échelle nationale menée par Channel V, pour faire partie du groupe pop de 5 filles appelée Viva. Les autres membres du groupe sont Seema Ramchandani, Pratichee Mohapatra, Mahua Kamat et Anushka Manchanda.
Après la séparation du groupe en 2004, Bhasin continue à chanter pour les films de Bollywood et l'industrie de la musique de film tamoule.
Sa première percée à Bollywood est la chanson Kuch Khass Hai en 2007, qui lui vaut sa première nomination au Filmfare Award de la meilleure chanteuse de play-back en 2008. La première chanson tamoule de Bhasin, Pesugiren Pesugiren, composée par Yuvan Shankar Raja, lui vaut le Vijay Award de la meilleure chanteuse de play-back en 2008.
En 2017, pour Jag Ghoomeya, chanson en pendjabi du film Sultan, elle remporte le Stardust Award de la meilleure chanteuse de play-back, le Filmfare Award de la meilleure chanteuse de play-back, le Zee Cine Award de la meilleure chanteuse de play-back. De nouveau, en 2018, elle remporte le Filmfare Award de la meilleure chanteuse de play-back pour Paani Ravi Da, chanson en pendjabi du film Lahoriye.

## Vie privée
Neha Bhasin épouse Sameer Uddin, un compositeur de musique, lors d'un mariage occidental en Toscane, en Italie, le 23 octobre 2016.